# Circuito sujetador de colector
Circuito sujetador de colector, de enclavamiento de colector, sujetador Baker o Baker clamp, es el nombre que se le suele dar a una clase de circuitos electrónicos que reduce el tiempo de almacenamiento de un transistor de unión bipolar (BJT) en conmutación, aplicando una realimentación negativa no lineal a través de varios tipos de diodos. La causa de los lentos tiempos de apagado de un BJT saturado es la carga almacenada en la base. Estas cargas deben ser removidas antes de que el transistor se apague, lo cual conlleva un tiempo denominado tiempo de almacenamiento, por lo que este se vuelve un factor limitante para utilizar transistores bipolares e IGBTs en aplicaciones de conmutación rápida. El circuito sujetador de colector basado en diodo impide la saturación del transistor y, por lo tanto, la acumulación de grandes cantidades de carga almacenada.

## Origen

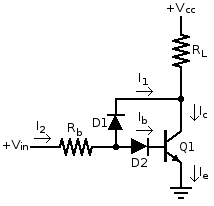
El circuito sujetador de colector estándar de dos diodos, el cual incluye la corriente de realimentación I_{1} que reduce la corriente de base I_{b}

El sujetador de Baker debe su nombre a Richard H. Baker, quién lo describió en su informe técnico de 1956 "Maximum Efficiency Transistor Switching Circuits." Baker nombró a la técnica "back clamping", sin embargo, este término prácticamente no se utiliza. Muchas fuentes otorgan el crédito por el circuito sujetador de dos diodos al informe de Baker. También en 1956, Baker describió el circuito en una solicitud de patente; la patente emitida en 1961, US 3,010,031, indica el uso de la configuración en circuitos de flip-flop simétricos.
Se dice que se han conocido circuitos circuitos sujetadores similares antes del reporte de Baker. Kyttälä afirma, "A pesar de que la invención del circuito Sujetador Baker se acredita a Richard H. Baker (Patente de EE.UU. 3,010,031) ya era de común conocimiento en 1953 y estaba descrito en artículos de introducción a los transistores escritos por Richard F. Shea."
Existen otros circuitos sujetadores. Un manual de 1959 describe una técnica llamada "saturation clamping".  En aquel esquema, se presenta una fuente de enclavamiento de saturación de alrededor de 2 voltios, conectada al colector con un diodo de enclavamiento saturación. Cuándo el transistor se acerca a la saturación, el diodo de enclavamiento comienza a conducir y suministra la corriente de colector extra para evitar la saturación del transistor. La fuente de enclavamiento de saturación es necesaria para suministrar una corriente apreciable. En contraste, el sujetador de Baker reduce la corriente de base del transistor en lugar de suministrar más corriente de colector.
Otro circuito sujetador utiliza un único diodo de enclavamiento. Reduce la excitación de la base a medida que el transistor se acerca a la saturación, pero utiliza un divisor resistivo.
Los circuitos sujetadores también se utilizaron para acelerar las transiciones de apagado. Cuándo se apaga el transistor, la salida es similar a un circuito RC que decae exponencialmente hasta su valor final. Para alcanzar el 90% del valor final se requiere aproximadamente 2.3 veces la constante de tiempo. El enclavamiento de corte o apagado reduce la variación del voltaje de salida, pero acelera la transición. Enclavar el voltaje de colector al 63 por ciento del valor final permite duplicar la velocidad de apagado.

## Idea básica
El sujetador Baker introduce una realimentación negativa no lineal en una etapa de emisor común (BJT en conmutación), con el propósito de evitar la saturación por disminución de la ganancia cerca del punto de saturación. Mientras el transistor se encuentra en modo activo y suficientemente lejos del punto de saturación, la realimentación negativa se encuentra apagada y la ganancia es máxima; cuándo el transistor se acerca el punto de saturación, la realimentación negativa se enciende gradualmente, y la ganancia cae rápidamente. Para disminuir la ganancia, el transistor se comporta como un regulador paralelo respecto a su propia juntura base-emisor: desvía una parte de la corriente de base a tierra conectando un elemento de voltaje estable en paralelo a la juntura base-emisor.

## Implementación
El circuito sujetador de colector de dos diodos se muestra en la figura de la patente de Baker y en muchas otras publicaciones. El diodo de realimentación (D1) entre el colector y la entrada limita el voltaje de colector a aproximadamente VBE al desviar la corriente de entrada excesiva a tierra a través del colector. En algunos casos, el diodo de enclavamiento en la realimentación colector-base está fabricado en germanio para minimizar la caída de voltaje que introduce.
Un diodo de silicio adicional se conecta en serie con el terminal de base para elevar el voltaje de entrada efectivo (D2). El diodo de base permite que se utilice un diodo de enclavamiento de silicio en conjunto con un transistor de silicio y mantener el VCE en un voltaje aproximadamente igual al de un diodo en conducción y mucho mayor que el VCE(sat). Desafortunadamente, cuándo se intenta apagar el transistor, este mismo diodo al apagarse, crea un camino de alta impedancia. Esto produce que, a pesar de que la carga de base ha sido minimizada, resulta más difícil sacar la carga de la base. Para mitigar este problema se conecta un segundo diodo de base en antiparalelo al primer diodo de base (D2), el cual proporcionará un camino de baja impedancia para extraer la carga almacenada en la base del transistor. Este circuito de tres diodos también es referido como un sujetador de Baker por algunas fuentes, mientras otros solo le dan esta denominación a la configuración con dos diodos.

Circuito sujetador alternativo conocido como transistor Schottky.

Una alternativa sencilla a la configuración anterior es colocar un único diodo de baja caída de voltaje entre el colector y la base base. Para operar correctamente, la caída en directa del diodo debe ser menor que la caída base-emisor. De esta manera, con transistores de silicio, pueden utilizarse diodos de germanio de baja caída de voltaje o diodos Schottky. Un circuito alternativo de sujetador con diodo conecta el diodo a la unión de dos resistores de polarización de base. La solución contemporánea es integrar la combinación de un diodo Schottky y un transistor en lo que se conoce como transistor Schottky. Algunas fuentes también refieren a esta configuración como sujetador Baker.
Los sujetadores de Baker también se utilizan en aplicaciones de potencia, y la elección de los diodos es una importante problemática de diseño.
Un inconveniente del sujetador de Baker es el aumento de su voltaje de salida en nivel bajo, es decir, el mínimo voltaje alcanzado (como en un transistor Darlington). En circuitos lógicos, esto disminuye la inmunidad al ruido; en aplicaciones de potencia, aumenta la potencia disipada.